# 에드위지 당티카

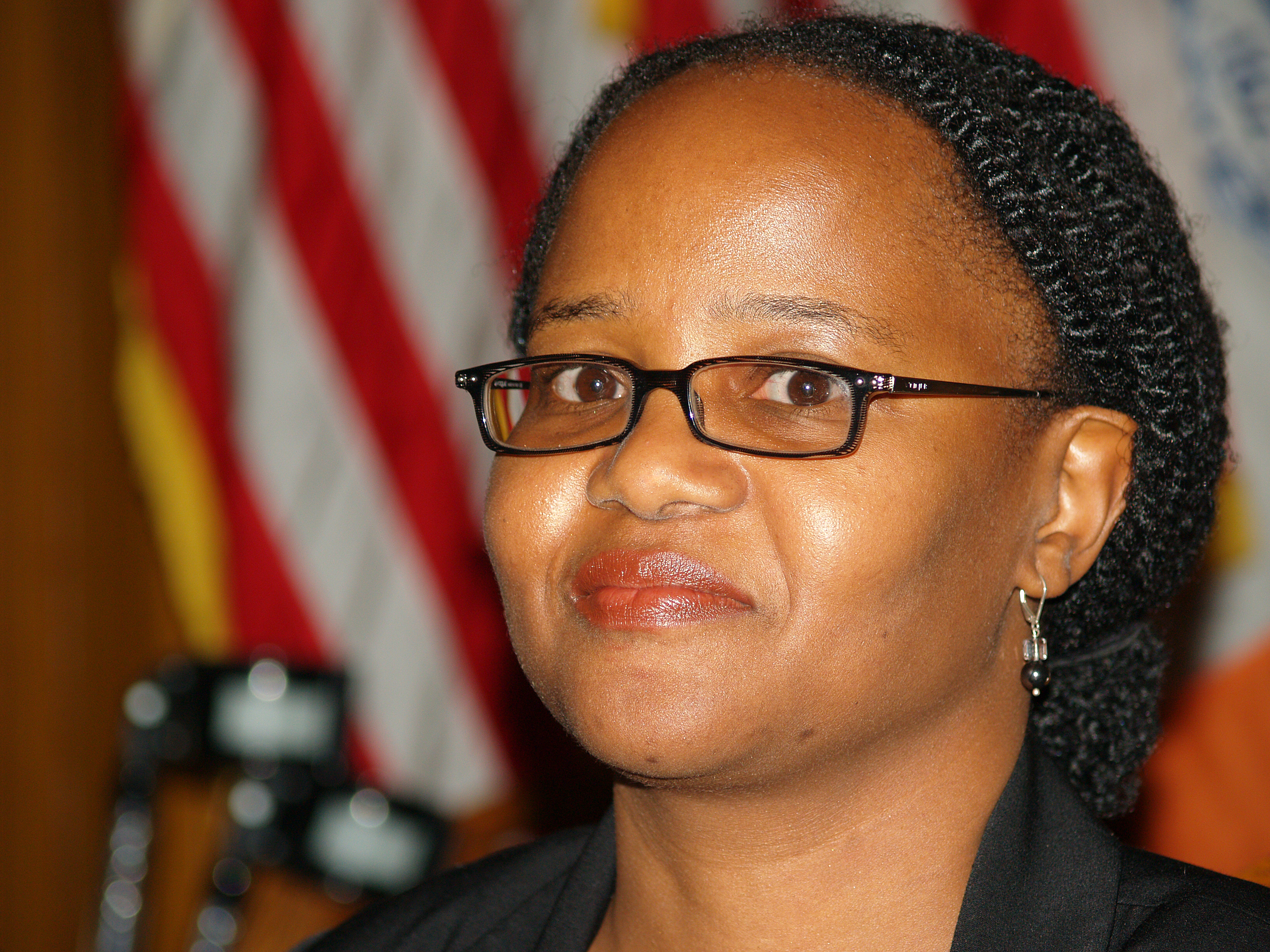
2007년의 모습

에드위지 당티카 또는 에드위지 댄티캐트는 (Edwidge Danticat 1969년 1월 19일~) 아이티 출신의 미국 작가이다.

## 걸어온 길
아이티 수도인 포르토프랭스에서 태어나 두 살때 아버지가 이미 2년 앞서 와 있었던 어머니가 있던 미국 뉴욕으로 이민길을 떠나게 되어 아이티에 남겨진 당티카는 남동생 엘리아브와 함께 삼촌 부부에게 맡겨졌다. 당티카는 프랑스어로 교육받았으나, 집에서는 대부분의 아이티인들이 쓰는 아이티어를 썼다.
12살 때 결국 부모가 와 있던 미국 뉴욕의 브루클린으로 이주하게 되었고 아이티계 이주민 공동체가 있는 곳에서 생활하였다. 2년 뒤에 처음으로 "A Haitian-American Christmas: Cremace and Creole Theatre"라는 제목의 책을 써서 출간하였다.